# Acrotylus mossambicus
Acrotylus mossambicus is een rechtvleugelig insect uit de familie veldsprinkhanen (Acrididae). De wetenschappelijke naam van deze soort is voor het eerst geldig gepubliceerd in 1893 door Brancsik.
1. ↑  (en) Acrotylus mossambicus op de IUCN Red List of Threatened Species.